# PHAIDRA (Digitalarchiv)
PHAIDRA (Akronym von Permanent Hosting Archiving Indexing of Digital Resources and Assets) ist ein Repositorium der Universität Wien, mit dem sie wissenschaftliche Bilder, Texte, Tondokumente und Videos sammelt und weltweit frei zugänglich hält. Die Abkürzung PHAIDRA besteht aus den Anfangsbuchstaben mehrerer englischer Wörter für „Dauerhaftes Bewahren, Archivieren, Verzeichnen Digitaler Ressourcen und Werte“.

## Universität 1365 gestiftet
Erstrangig bietet PHAIDRA zwei Dokumente zur Gründung einer Universität in Wien, und zwar die lateinische Urkunde sowie deren deutsche Fassung. Die „Hohe Schule“ stifteten am 12. März 1365 drei österreichische Herzöge aus dem Hause Habsburg, nämlich die Brüder Rudolf IV., damals 26 Jahre alt, Albrecht III. (16) und Leopold III. (14). Die lateinische Urkunde unterschrieb (in damaligem Deutsch) nach seinen Brüdern auch Herzog Leopold.

Das deutsche Dokument unterzeichneten nur Rudolf und Albrecht:

„Dis ist geschehen und ist dise Handfest geben ze Wienn an sanct Gregorij tag. Nach Christi gepurt Dreintzehen Hundert Jar. Darnach in dem fünf und sechtzigistem Jare. Unsers des obgenanten Herrzog Rudolffs Alters in dem sechs und zwanzigistem Und unsers Gewalts in dem sibenden Jaren. Aber unser der ??? Herrzog Albrechts Alters in dem sechtzehenden
 Und Herrzog Leupolts in dem Viertzehenden Jaren.

+ Wir der vorgenant Herzog Ruodolf sterken disen prief mit dirr underschrift unser selbs hant. +

+ Wir der vorgenant Herzog Albrecht sterken disen prief mit dirr underschrift unser selbs hant. +“

Die Urkunden „prüfte“ Johann Ribi von Lenzburg, Bischof zu Brixen und Erster Kanzler Herzog Rudolfs. Mit dieser amtlichen Autorität war er wohl der Redakteur beider Texte.
Der Gregorstag ist der 12. März, benannt zum Gedenken an Papst Gregor I.